# Laurel Blair Salton Clark
Laurel Blair Salton Clark (née Salton; Ames, Iowa; 10 de marzo de 1961 - Texas, 1 de febrero de 2003) fue una cirujana aeronáutica estadounidense, capitana de la Marina de los Estados Unidos, astronauta de la NASA y especialista en misiones de transbordador espacial. Clark murió junto con sus seis compañeros de tripulación en el Accidente del transbordador espacial Columbia. Fue galardonada póstumamente con la Medalla de Honor Espacial del Congreso.

## Biografía
Laurel Clark nació el 10 de marzo de 1961 en Ames, Iowa, pero consideraba a Racine, Wisconsin, como su ciudad natal. Clark murió en la tragedia del Columbia el 1 de febrero de 2003 sobre el sur de los Estados Unidos 16 minutos antes del aterrizaje. Estaba casada con el Dr. Jonathan Clark, excapitán de la Marina y cirujano de vuelo de la NASA, que formó parte del panel oficial que preparó el informe final de 400 páginas sobre el desastre, y su hijo único Ian Clark había nacido en 1996.

## Educación
Graduada de la Preparatoria William Horlick, Racine, Wisconsin en 1979, Clark obtuvo una licenciatura en zoología de la Universidad de Wisconsin-Madison en 1983 y un doctorado en medicina de la misma universidad en el año 1987.

## Organizaciones
Asociación Médica Aeroespacial, Sociedad de Cirujanos de Vuelo Navales de los Estados Unidos.

## Premios
Tres Medallas de Recomendación de la Marina, la Medalla de Defensa Nacional, la Cinta al Servicio en el Exterior.

## Experiencia

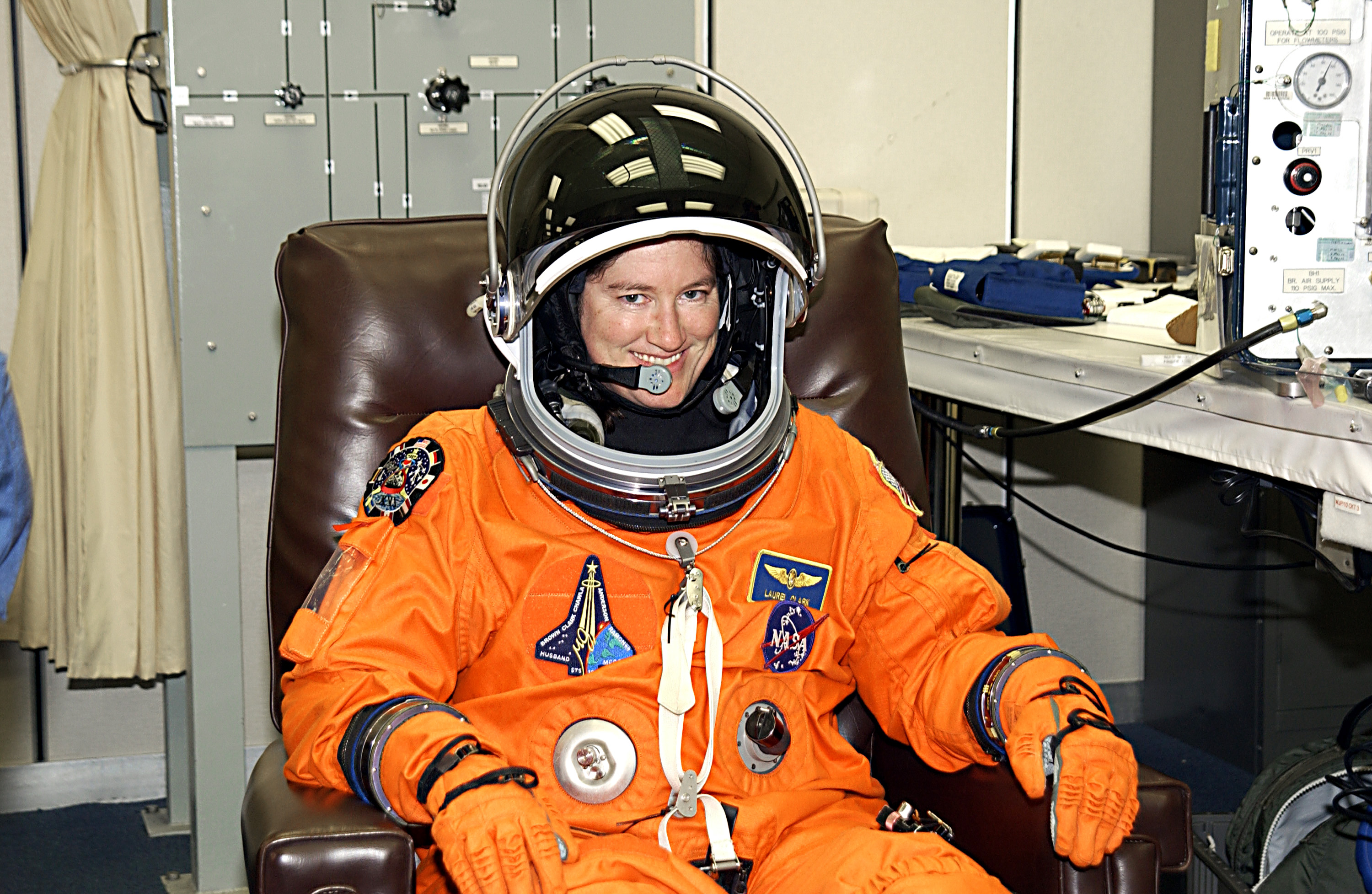
Laurel Clark durante el entrenamiento en la NASA.

Durante su estudio de medicina cumplió activamente con tareas del Departamento de Medicina de Buceo en la Unidad de Buceo Experimental de la Marina en marzo de 1987. Una vez terminados sus estudios, Clark siguió con un postgrado en medicina con especialización en pediatría desde 1987-1988 en el Hospital Naval de Bethesda, Maryland. Al año siguiente, completó el entrenamiento oficial médico para actividades submarinas de la Marina en Groton, Connecticut y el entrenamiento de oficial médico de buceo en el Instituto de Medicina Submarina de la Marina en el Centro de Entrenamiento de Buceo y Rescate en Panama City, Florida, y fue designada Oficial de la Salud para la Radiación y Oficial para la Medicina Submarina. Posteriormente, fue asignada como Directora del Departamento de Medicina del Escuadrón Submarino 14 en Holy Loch, Escocia. Durante aquella asignación realizó varias evacuaciones de submarinos estadounidenses. Después de dos años de experiencia operacional, Clark fue designada Oficial Médico Submarino de la Marina y Oficial Médico de Buceo. En el Instituto Médico Aeroespacial de la Marina, en Pensacola, Florida, Laurel Clark pasó seis meses de entrenamiento aeromédico y fue designada como Cirujano de Vuelo. Clark permaneció en MCAS Yuma, Arizona y fue asignada como Cirujano de Vuelo para un escuadrón Harrier de ataque nocturno de la Marina. Allí realizó significativos avances, practicó medicina en lugares precarios, y voló en varias aeronaves. Su escuadrón ganó el premio Escuadrón Marino de Ataque del Año por su exitoso desempeño. En este momento fue asignada como Cirujano de Vuelo del Grupo para el Grupo Aéreo de la Marina (MAG 13). Antes de su selección como candidata a astronauta, sirvió como Cirujano de Vuelo para un escuadrón de entrenamiento de la Marina en Pensacola, Florida. Clark fue certificada por la Junta de Examinadores Médicos y obtuvo una Licencia de Medicina en Wisconsin. Sus calificaciones militares incluyen Oficial de la Salud para la Radiación, Oficial Médico Submarino, y Cirujano de Vuelo para la Marina. Clark también fue Instructora de Soporte de Vida, Proveedora de Soporte Cardíaco Avanzada, Proveedora de Soporte de Vida bajo condiciones de Trauma, y por último, Consejera de Cámara Hiperbárica.

## Experiencia en la NASA
Una vez que la Doctora Clark fue seleccionada por la NASA en abril de 1996, se presentó al Centro Espacial Johnson en agosto de 1996. Después de haber completado dos años de entrenamiento y evaluación, se encontraba calificada para la asignación de vuelo como especialista de misión. Desde julio de 1997 hasta agosto de 2000, Clark trabajó en la División de Carga y Habitabilidad de la Oficina de Astronautas. La Doctora Clark voló a bordo de la misión STS-107 y registró 15 días, 22 horas y 20 minutos en el espacio.

## Experiencia en vuelos espaciales
Misión STS-107 Columbia (16 de enero – 1 de febrero de 2003). Esta misión de 16 días de duración estuvo dedicada a la investigación científica a la cual se le destinó las 24 horas del días en dos turnos alternantes. La tripulación llevó a cabo y de manera exitosa cerca de 80 experimentos. La misión terminó en tragedia cuando el Transbordador Espacial Columbia se desintegró durante la reentrada sobre el cielo del suroeste de los Estados Unidos cuando sólo faltaban 16 minutos para el aterrizaje. La causa de esta tragedia tuvo origen el día del lanzamiento cuando un trozo de espuma aislante del Tanque Externo se desprendió y dañó la parte inferior del ala izquierda del Orbitador arrancando algunas losetas de protección térmica. En el día de la reentrada la ausencia de estas losetas ocasionaron el recalentamiento de la estructura interna provocando la desestabilización y consecuentemente desintegración de la nave matando a sus 7 tripulantes.

## Fuente
- https://web.archive.org/web/20050816215651/http://www.jsc.nasa.gov/Bios/htmlbios/clark.html

- Datos: Q232441
- Multimedia: Laurel Clark / Q232441